# Sadako Yamamura
Pour les articles homonymes, voir Yamamura.
Sadako Yamamura (山村 貞子, Yamamura Sadako) est un personnage de fiction issu du roman Ring (en) de l'écrivain japonais Kōji Suzuki. Elle apparaît également dans les adaptations cinématographiques du roman, ainsi que dans les adaptations en manga, anime, dramas, et a inspiré ses équivalents dans les remakes américains et coréens du film.
C'est un produit du cinéma fantastique des années 1990 et 2000, devenu une icône du cinéma d'horreur,. Dans les films, elle a été victime d'agression sexuelle à l'adolescence.

## Biographie
Sadako étant un personnage de fiction apparaissant dans plusieurs œuvres, son histoire varie d'une œuvre à l'autre. On ne peut donc rédiger une seule et unique biographie cohérente, car il faut tenir compte de ces variations. Ainsi, dans le roman original, Sadako est intersexe, alors que les adaptations cinématographiques en ont fait une jeune femme.
Connue au Japon, on peut voir dans les mangas et les animes de nombreuses références à ce personnage (Par exemple, Sawako Kuronuma dans "Kimi ni Todoke", un anime de type Shōjo ou The Sacred Riana dans "Asia’s got talent", une émission télévisée).
Toujours vêtue d'une robe de nuit blanche, les cheveux devant le visage, elle est définie comme un personnage effrayant de film d'horreur.

## Mythologie
Le personnage de Sadako tient ses origines du concept japonais d'onryō (怨霊) ou esprit vengeur. Les onryō sont des âmes de défunts (principalement des femmes), dont la mort fut relativement violente. Ces esprits ont une apparence très particulière : des femmes au teint pâle, ayant de longs cheveux noirs et ébouriffés, affublées d'une longue robe de nuit blanche, immaculée (dans le Japon médiéval, les femmes ne coupaient jamais leurs cheveux et ce, jusqu’à leur mort). Le personnage de Sadako, lui-même, est issu de deux "onryō" très connues au Japon:
Okiku de Banchō Sarayashiki (番町皿屋敷, "L'esprit" du manoir de Banchō)
C'est l'histoire d'une femme qui fut assassinée et jetée dans un puits par un samouraï dont elle avait repoussé les avances.
Oiwa - Yotsuya Kaidan (四谷怪談, Le personnage d'Oiwa est développé dans un conte intitulé "Tokaido Yotsuya Kaidan")
Le conte en question est à l'origine un "Kabuki". C'est la forme épique du théâtre japonais traditionnel. Oiwa est une jeune femme qui fut empoisonnée par jalousie. Une femme plus âgée qu'elle du nom de Oume, avait des vues sur son mari. Pour l’évincer, elle lui envoya un poison sous forme de crème qui la défigura. Un soir en rentrant chez lui, le mari d'Oiwa constata la laideur de sa compagne et ordonna son meurtre. Oiwa se donna la mort par accident avant même d’être exécutée.

## Différentes versions

### Autres personnages dérivés de Sadako
Le film Ring ayant été adapté en divers remakes, le personnage de Sadako a été transposé. Ainsi, elle devient Park Eun-Suh dans le remake coréen Ring Virus, et Samara Morgan dans le remake américain Le Cercle.

## Œuvres d'apparition et interprétation

### Films
- 1997 : Ring de Hideo Nakata, interprétée par Rie Inō
- 1998 : Rasen de Jōji Iida (ja), interprétée par Hinako Saeki (ja)
- 1999 : Ring 2 de Hideo Nakata, interprétée par Rie Inō
- 2000 : Ringu 0: Bâsudei de Norio Tsuruta, interprétée par Yukie Nakama
- 2012 : Sadako 3D de Tsutomu Hanabusa (ja), interprétée par Ai Hashimoto
- 2013 : Sadako 3D 2 de Tsutomu Hanabusa (ja), interprétée par Ai Hashimoto
- 2016 : Sadako vs. Kayako de Kōji Shiraishi, interprétée par Elly Nanami
- 2019 : Sadako de Hideo Nakata, interprétée par Ayaka Minami
- 2022 : Sadako DX de Hisashi Kimura

### Télévision
- 1995 : Ring: Kanzenban de Chisui Takigawa (ja), interprétée par Ayane Miura (ja)
- 1999 : Ring: The Final Chapter, interprétée par Tae Kimura
- 1999 : Rasen, interprétée Tae Kimura

### Jeux vidéo
- Dead by Daylight (2022), avec la sortie du nouveau DLC: Sadako Rising